# Carlos Yushimito
Carlos Yushimito del Valle (Lima, 1977) es un escritor peruano de ascendencia japonesa. En 2010 fue elegido por la revista británica Granta como uno de los 22 mejores escritores en español menores de 35 años.

## Biografía
Carlos Yushimito estudió Literatura en la Universidad Nacional Mayor de San Marcos.
En 2002 ganó el Premio Carlos Eduardo Zavaleta de cuento, organizado por la propia universidad, y dos años después publicó su primer libro de cuentos, El mago, con la editorial Sarita Cartonera. Tras trabajar algunos años como editor en su ciudad natal, se mudó a los Estados Unidos, donde siguió una maestría en Literatura en la Universidad de Villanova y recibió un doctorado en la Universidad de Brown. Luego de una temporada como profesor visitante en la Universidad de California, Riverside, se mudó a Chile, donde actualmente trabaja como profesor investigador para la Facultad de Artes Liberales de la Universidad Adolfo Ibáñez. Vive en Viña del Mar.
Tras la publicación de Las islas, en 2006, fue considerado como autor revelación por los dos suplementos culturales más importantes de la prensa peruana, El Dominical de El Comercio e Identidades del diario oficial El Peruano. Desde entonces, sus cuentos han aparecido en diversas antologías en el Perú y el extranjero.
En 2010 la revista literaria británica Granta y Granta en español lo incluyeron entre los veintidós mejores escritores en español menores de 35 años, junto con autores como Federico Falco, Santiago Roncagliolo, Andrés Neuman, Pola Oloixarac, Alejandro Zambra, Rodrigo Hasbún y Samanta Schweblin.
Ha sido invitado a las ferias del libro de Quito, de Santiago de Chile, de Guadalajara, de Bogotá y de Miami, al Primer Festival Internacional de Narradores Jóvenes de La Habana, al Festival Literaktum de San Sebastián, España, al Encuentro de Narradores de Buenos Aires y a diversas mesas redondas en universidades de Estados Unidos, entre ellas a las de Nueva York, Los Ángeles (UCLA), Estatal de San José, Georgetown University, Cornell University y Berkeley, entre otras.
En 2011 fue publicada una compilación de sus cuentos titulada Lecciones para un niño que llega tarde, cuya edición en Duomo Ediciones le permitió ser también conocido en España. Su último libro de relatos, Los bosques tienen sus propias puertas, fue publicado en Lima en 2013 y en Madrid en 2014. Recientemente publicó el libro de ensayos breves titulado Marginalia. Breve repertorio de pensamientos prematuros sobre el arte poco notable de leer al revés (Odradek, 2015), así como Rizoma, una antología de relatos, ilustrados por la artista plástica Daniela Rico (Perra Gráfica Taller, La Paz, 2015). 
Tras una pausa de diez años, volvió a publicar un libro de cuentos titulado El peso inevitable de las palomas en 2023.
Su obra ha sido parcialmente traducida al inglés, italiano, francés y portugués.

## Obra

### Libros
- El peso inevitable de las palomas (Lima, Seix Barra, 2023) (cuentos).
- Rizoma (La Paz, Perra Gráfica Taller, 2015) (cuentos).
- Marginalia. Breve repertorio de pensamientos prematuros sobre el arte poco notable de leer al revés (Lima: Odradek, 2015) (ensayos).
- Los bosques tienen sus propias puertas (Lima, Peisa, 2013; Madrid, Demipage, 2014) (cuentos).
- La lavandera (Lima: Museo de Arte de Lima, 2013) (cuento para niños).
- Il Mago (Italia, Fernanda Pappetrice, 2013) (cuentos).
- Lecciones para un niño que llega tarde (Barcelona, Duomo Ediciones, 2011) (cuentos).
- Equis (Riobamba, Matapalo Cartonera, 2009) (cuentos).
- Cuento: Perú-Ecuador 1998-2008. Antología. Selección y prólogo: Gabriela Falconí y Carlos Yushimito (Lima: [sic] libros y Embajada de Ecuador en Perú, 2009).
- Madureira sabe. Lima: Colección Underwood, Facultad de Letras de la Pontificia Universidad Católica del Perú (PUCP), 2007.
- Las islas (Lima, [sic], 2006) (cuentos).
- El mago (Lima, Sarita Cartonera, 2004; La Paz, Yerba Mala Cartonera, 2005) (cuentos).
- Un circo sin carpa (Lima: Montena. En colaboración con Micaela Chirif) (libro para niños).

### Obra publicada en antologías
- Elton Honores (antologador): Noticias del futuro. Antología del cuento de ciencia ficción peruano del siglo XXI, Lima, Ediciones Altazor, 2019.
- No entren al 1408. Antología en español tributo a Stephen King. (México: La Cifra Editorial y Consejo Nacional para la Cultura y las Artes, 2014.)
- Antología del cuento peruano 2000-2010. (Lima: Ediciones Copé, 2013. Compilación y prólogo de Ricardo González Vigil.)
- Mesías / Messiah (EE UU: Mastraviesa, 2013. Libro electrónico. Compilación y prólogo de Liliana Colanzi. Traducido al inglés por Janet Hendrickson.)
- Hasta acá llegamos. Cuentos sobre el fin del mundo. (La Paz: El Cuervo, 2012.)
- El futuro no es nuestro. Nueva narrativa latinoamericana. (Lima: Editorial Madriguera, 2012. Compilación y prólogo de Diego Trelles Pa.)
- ¿Sueñan los androides con alpacas eléctricas? Antología de ciencia ficción contemporánea latinoamericana. (Bogotá: Libro al viento, 2012. Compilación y prólogo de Antonio García Ángel.)
- Disidentes 2. Muestra de la nueva narrativa peruana. (Lima: Ediciones Altazor, 2012. Compilación y prólogo de Gabriel Ruiz-Ortega.)
- The Asian American Literary Review (AALR). (Washington D. C.: Estados Unidos, 2012. Primavera, Vol. 3, Número 1. Traducido al inglés por Sofi Hall.)
- La ciudad contada. Buenos Aires en la mirada de la nueva narrativa hispanoamericana. (Buenos Aires: Buenos Aires Ciudad, 2012.)
- 17 fantásticos cuentos peruanos. Antología Vol. 2 (Lima: Casa tomada, 2012. Compilación y prólogo de Carlos Sotomayor y Gabriel Rimachi.)
- Colección reunida: 2007-2008. (Lima: Colección Underwood, Pontificia Universidad Católica del Perú, 2012.)
- Os melhores jovens escritores em Espanhol. (Brasil: Granta N.º 7, Alfaguara, junio de 2011.)
- Los mejores narradores jóvenes en Español. (Barcelona, Granta N.º 11, octubre de 2010.)
- The Best Young Spanish Language Novelists. (Londres: Granta N.º 113, noviembre de 2010.)
- Nuevas rutas. Jóvenes escritores latinoamericanos. (Guatemala: Piedrasanta Editores. coedición Latinoamericana, 2010.)
- Hispanophonies/Hispanofonías. (París: Retors, N.º 11, 2010. Selección y prólogo: Iván Salinas y Mariana Martínez Salgado. Traducido al francés por Laure Gauzé.)
- El futuro no es nuestro. Narradores de América Latina nacidos entre 1970 y 1980. (Versión electrónica.) (Bogotá, Pie de Página, 2008.)
- Disidentes. Muestra de la nueva narrativa peruana. (Lima: Revuelta Editores, 2007. Selección y prólogo: Gabriel Ruiz-Ortega.)
- Selección peruana 1990-2007. (Lima: Editorial Estruendomudo, 2007.)
- Nuevos lances, otros fuegos. Narradores de los últimos años. (Lima: Ed. Recreo y San Marcos, 2007. Selección y prólogo de Miguel Ildefonso.)
- Enésima novísima. Nueva narrativa nacional. (Lima: Ginebra magnolia, N.º  4-5, 2005.)